# بیچیدیکو
بیچیدیکو (به ایتالیایی: Bicinicco) یک کومونه در ایتالیا است که در استان اودینه واقع شده‌است.

## خصوصیات
بیچیدیکو ۱۵٫۹ کیلومترمربع مساحت و ۱٬۹۳۱ نفر جمعیت دارد و ۳۷ متر بالاتر از سطح دریا واقع شده‌است.